# Bahnhof Kokura
Der Bahnhof Kokura (jap. 小倉駅, Kokura-eki) befindet sich in Kitakyūshū in der Präfektur Fukuoka auf der japanischen Insel Kyūshū.

## Linien
Kokura wird von den folgenden Linien bedient:

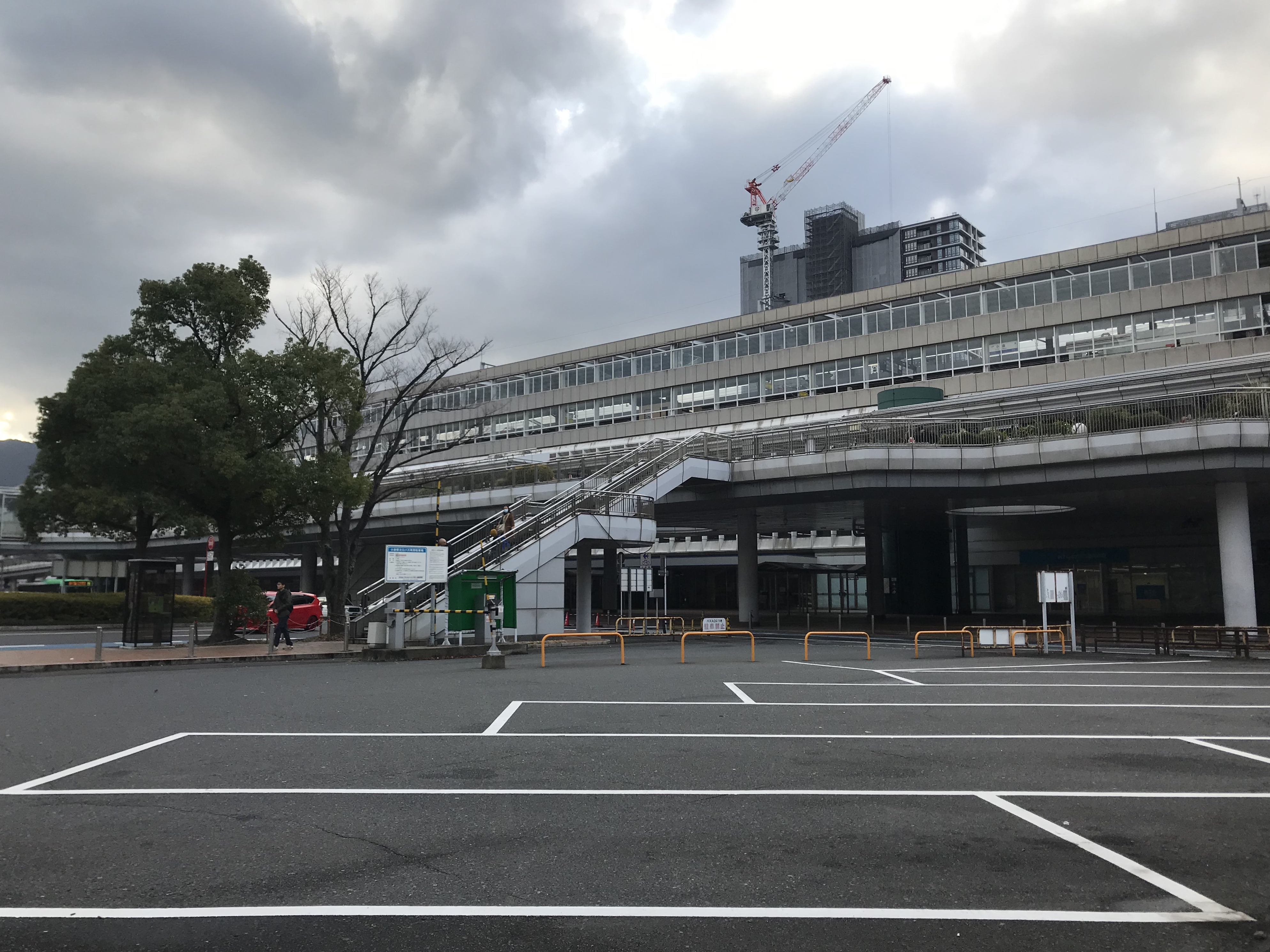
Shinkansen-Ausstieg (Februar 2019)

- JR West San’yō-Shinkansen
- JR Kyūshū Nippō-Hauptlinie
- JR Kyūshū Kagoshima-Hauptlinie

## Nutzung
Im Jahr 2006 nutzten im Durchschnitt täglich ca. 38.000 Personen die JR-Linien an diesem Bahnhof.

## Geschichte
Am 1. April 1891 wurde der Bahnhof von der privaten Eisenbahngesellschaft Kyūshū Tetsudō (九州鉄道, wörtlich: „Kyūshū-Eisenbahn“) eröffnet.